# 哀しみのボート
「哀しみのボート」（かなしみのボート）は、1999年10月27日にマーキュリー・ミュージックエンタテイメントからリリースされた松田聖子の49枚目のシングル。

## 解説
作詞は1988年の「Marrakech〜マラケッシュ〜」以来11年ぶりとなった松本隆、作曲は大久保薫。8センチCDでの最後の作品。
フジテレビ系ドラマ『OUT〜妻たちの犯罪〜』の挿入歌。番組前半ではオープニングのみであったが、ストーリーが終盤になるにつれ、ドラマ劇中でも流れる機会が多くなった。
『Seiko Matsuda Zepp Tour 1999』にて初披露された。その模様はビデオソフト&DVD『Seiko Matsuda Zepp Tour 1999 ～137分33秒の奇跡～』で視聴可能。以降、コンサートでの披露はない。同年暮れのフジテレビ系音楽番組『FNS歌謡祭』では、「SWEET MEMORIES」とともに披露した。
カップリング「葡萄姫」は2005年1月26日に発売されたアルバム『Seiko Smile Seiko Matsuda 25th Anniversary Best Selection』に初収録された。日本テレビ系ワイドショー番組『ザ・ワイド』のエンディング・テーマに使用された。

## 収録曲
全作詞：松本隆　編曲：岡本更輝
1. 哀しみのボート[4:20]
  - 作曲：大久保薫
2. 葡萄姫[4:51]
  - 作曲：M.Rie
3. 哀しみのボート（Original Backing Track）[4:20]

## カバー
哀しみのボート
- オトナモード（2010年） - トリビュート・アルバム『雨の色 風の色』に収録。
- 小泉今日子（2015年） - トリビュート・カバー・アルバム『風街であひませう』の完全限定生産盤スペシャルディスク（『風街でよむ』）に歌詞朗読が収録[2]。

## 関連作品
- 哀しみのボート
  - 永遠の少女
  - LOVE Seiko Matsuda 20th Anniversary Best Selection
  - Best of Best 27
  - We Love SEIKO -35th Anniversary 松田聖子究極オールタイムベスト50Songs-
- 葡萄姫
  - Seiko Smile Seiko Matsuda 25th Anniversary Best Selection